# SNCASE SE-212 Durandal
Il SNCASE SE-212 Durandal (in lingua francese: Durlindana), citato anche come Sud-Est SE-212 Durandal, fu un caccia intercettore  sviluppato dall'azienda aeronautica francese Société nationale des constructions aéronautiques du sud-est (SNCASE) negli anni cinquanta e rimasto allo stadio di prototipo.
Realizzato in parallelo con il SNCASE SE-5000 Baroudeur, questo sviluppato per rispondere alla specifica NBMR-1 della NATO del 1953 per la produzione di un nuovo aereo leggero da supporto tattico, era caratterizzato dall'adozione di un'ala a delta e dalla propulsione mista turbogetto più motore a razzo, e benché fosse in grado di esprimere prestazioni complessive interessanti il suo sviluppo venne abbandonato.

## Utilizzatori
Francia
- Armée de l'air